# Gerhard von Kügelgen

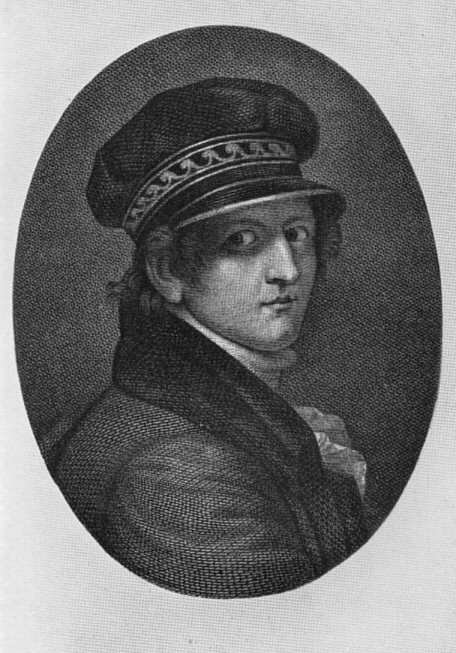
Gerhard von Kügelgen

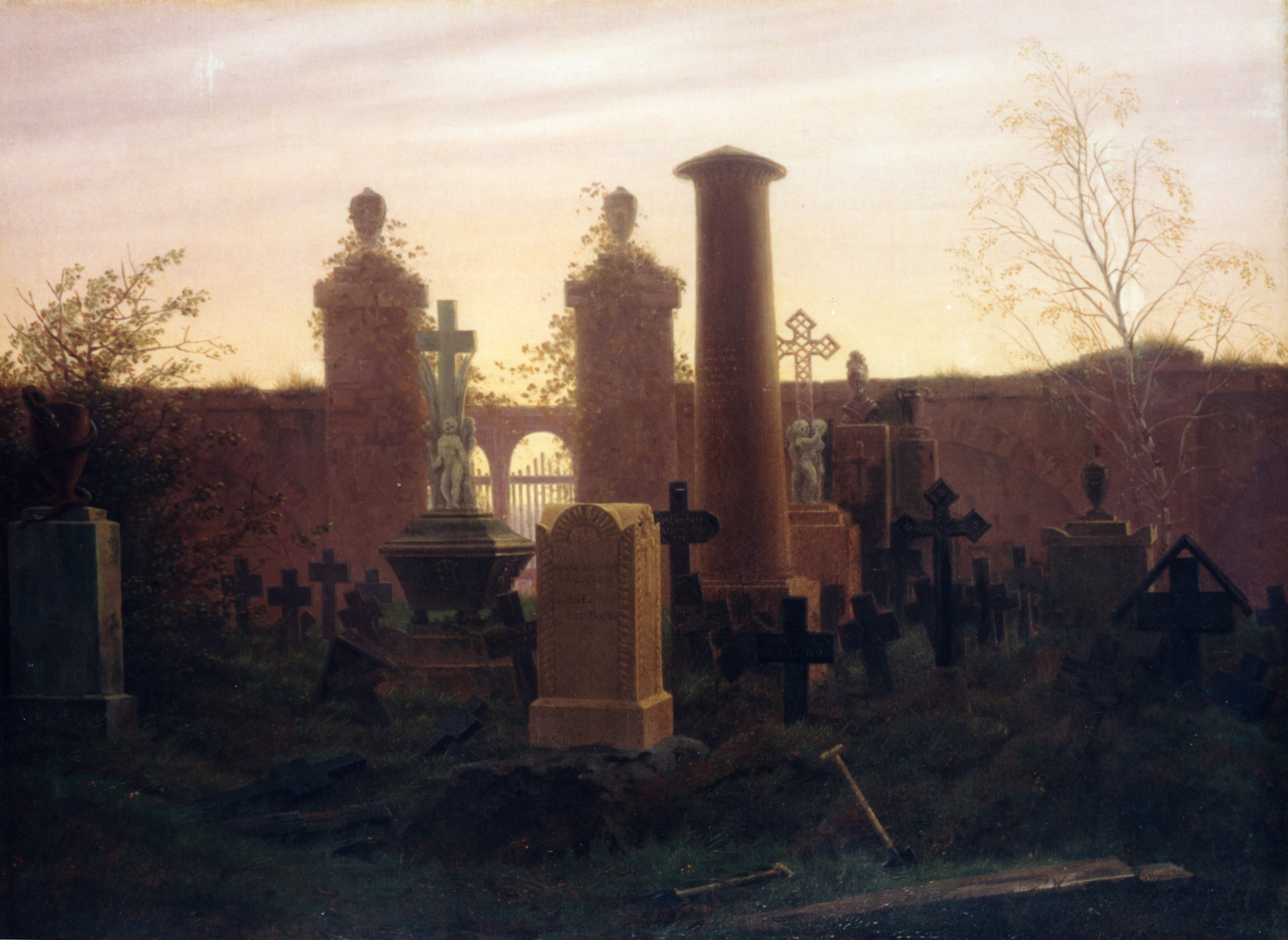
Graf van Kügelgen, door Friedrich

Franz Gerhard von Kügelgen (Bacharach, 6 februari 1772 - Dresden, 27 maart 1820) was een Duits kunstschilder. Hij wordt gerekend tot de romantiek en werd vooral bekend als portrettist.

## Leven en werk
Kügelgen bezocht het gymnasium in Bonn en leerde het schildersvak bij de barokke kunstenaar Januarius Zick te Koblenz. In 1791 keerde hij terug naar Bonn, waar hij portretten maakte van hoogwaardigheidsbekleders, waaronder aartsbisschop Ferdinand August von Spiegel en aartshertog Maximiliaan Frans van Oostenrijk. De laatste verstrekte hem een beurs waarmee hij korte tijd later samen met zijn tweelingbroer Karl von Kügelgen, eveneens kunstschilder, naar Rome en vervolgens Riga reisde. In 1800 huwde hij met Helene Marie Zoege von Manteuffel, woonde korte tijd te Sint-Petersburg (waar hij onder andere de Russische tsarenfamilie portretteerde), maar keerde in 1803 weer terug naar Duitsland. In 1805 vestigde hij zich definitief te Dresden. Hij overleed in 1820, 48 jaar oud, door een roofmoord toen hij onderweg was naar huis vanuit zijn atelier in Loschwitz, thans een stadsdeel van Dresden.
Kügelgen werd vooral bekend door zijn reeks portretten van tijdgenoten die veelal deel uitmaakten van de toentertijd hoogtij vierende romantische beweging. Een van hen was Caspar David Friedrich, met wie hij bevriend was. Kügelgen was ook zelf een aanhanger van de romantische gedachte en streefde in zijn portretten vooral na om het innerlijk leven van de geportretteerde af te beelden. Daarnaast maakte hij ook historiestukken. 
Te Dresden bevindt zich thans in zijn voormalige woonhuis een museum over de "Dresdner Romantik", het Kügelgenhaus genaamd.

## Galerij

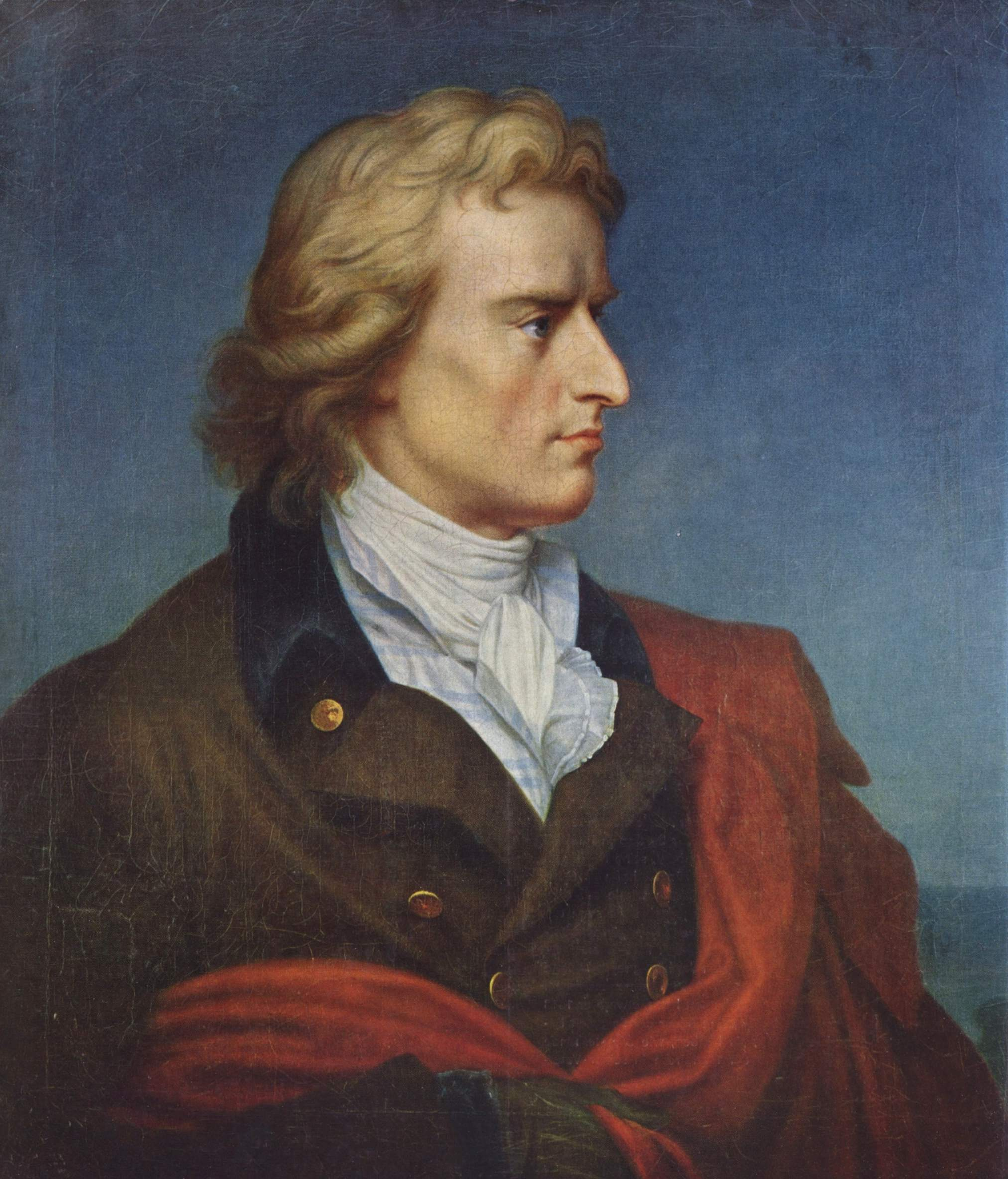
Friedrich von Schiller
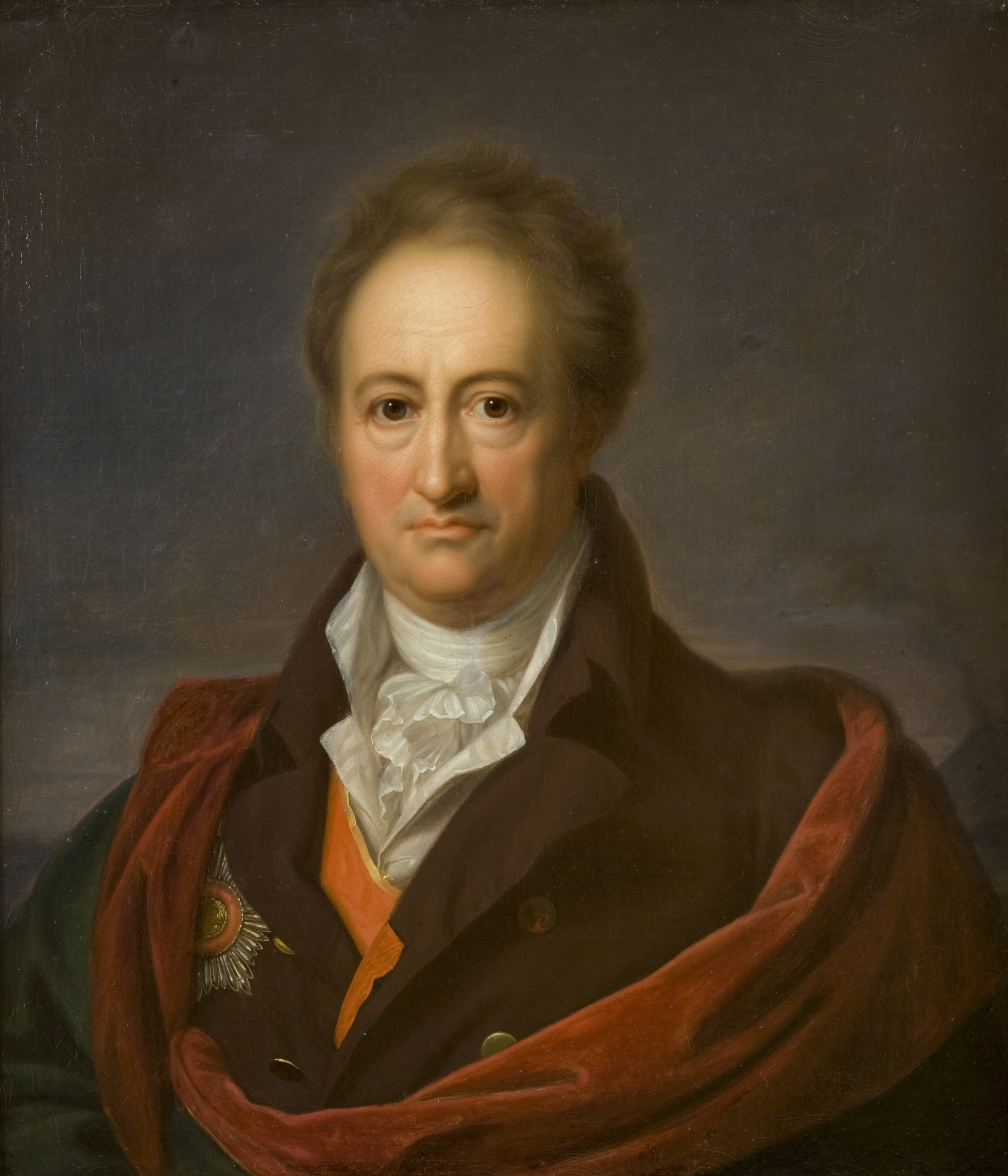
Johann Wolfgang von Goethe
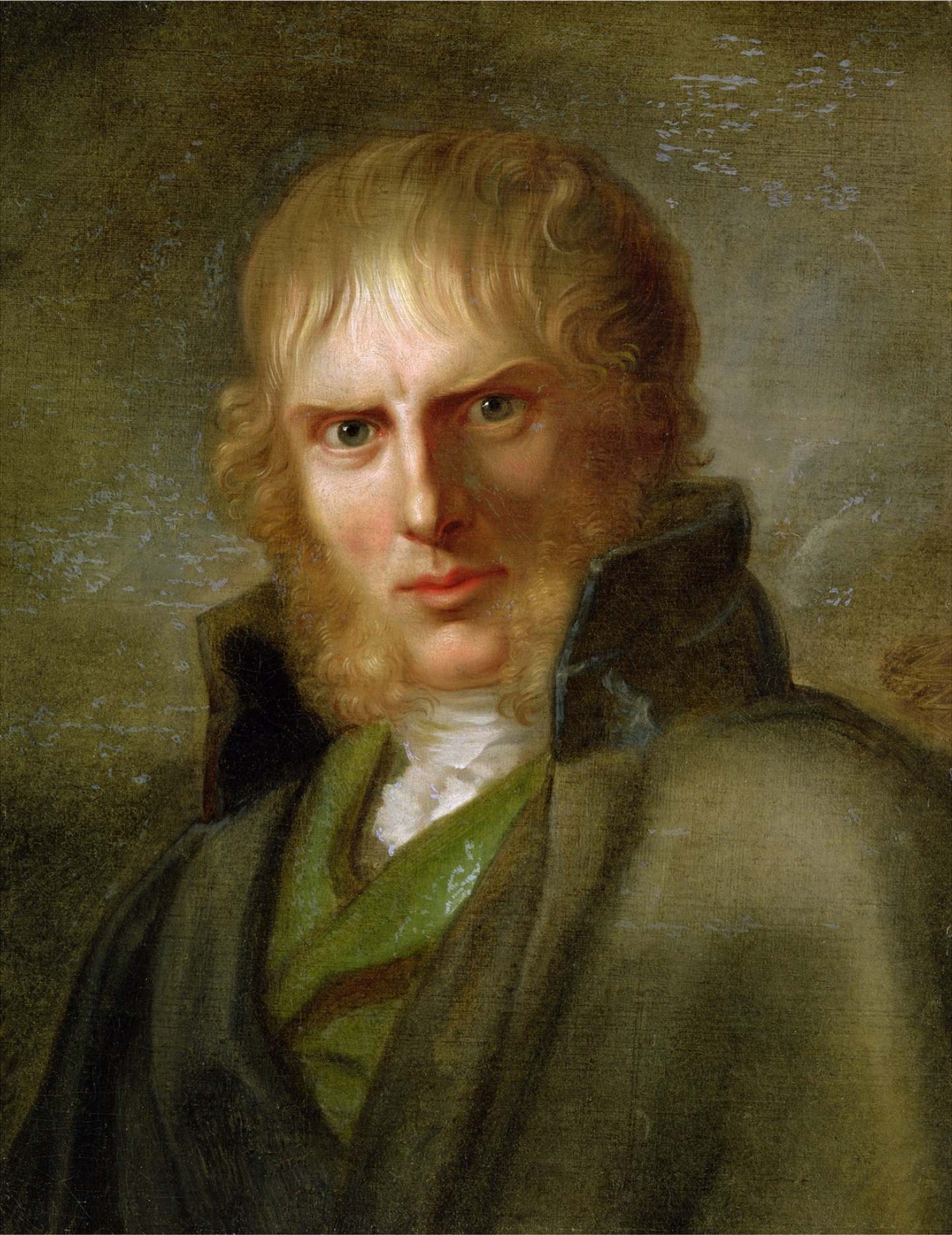
Caspar David Friedrich
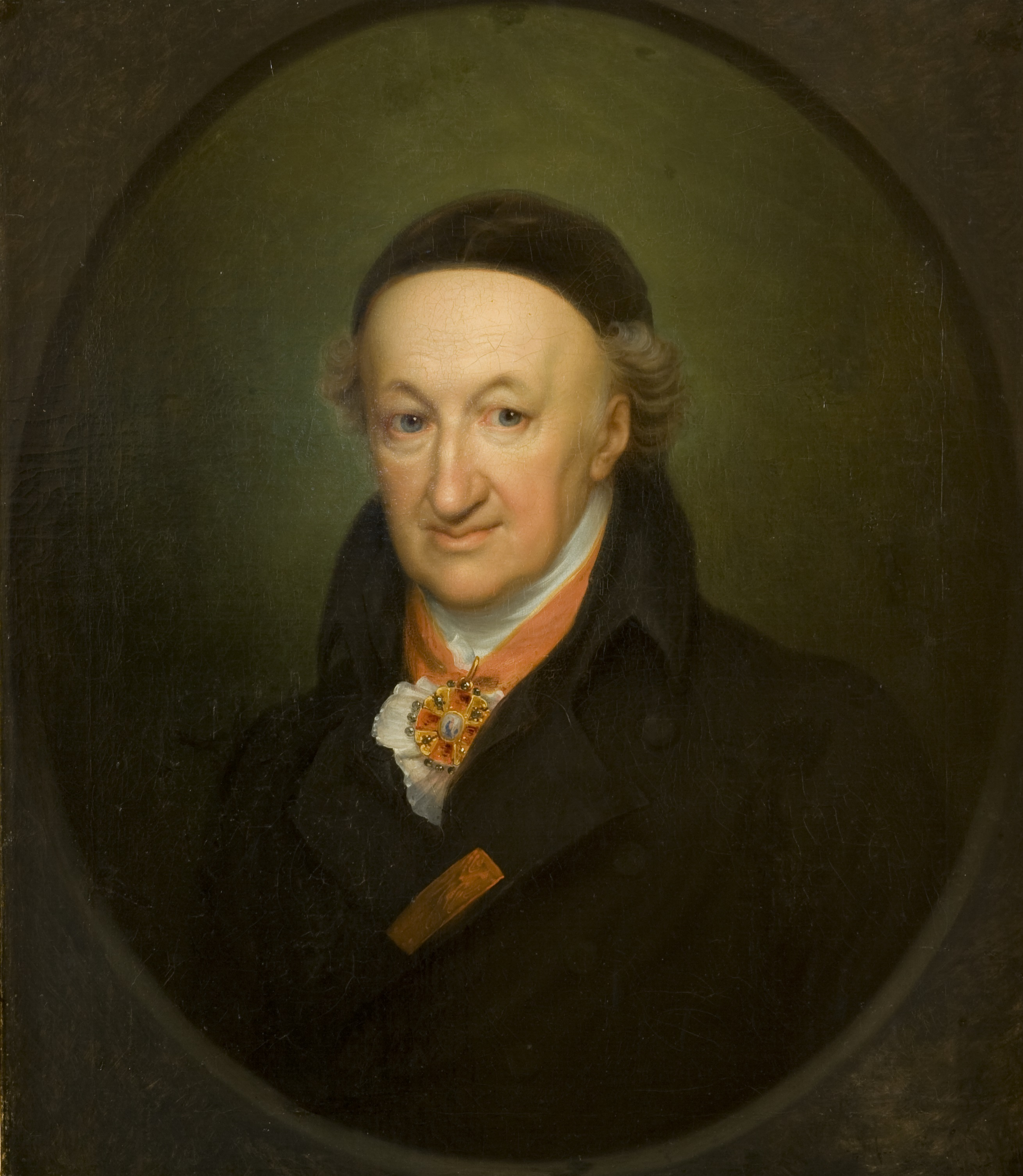
Christoph Martin Wieland
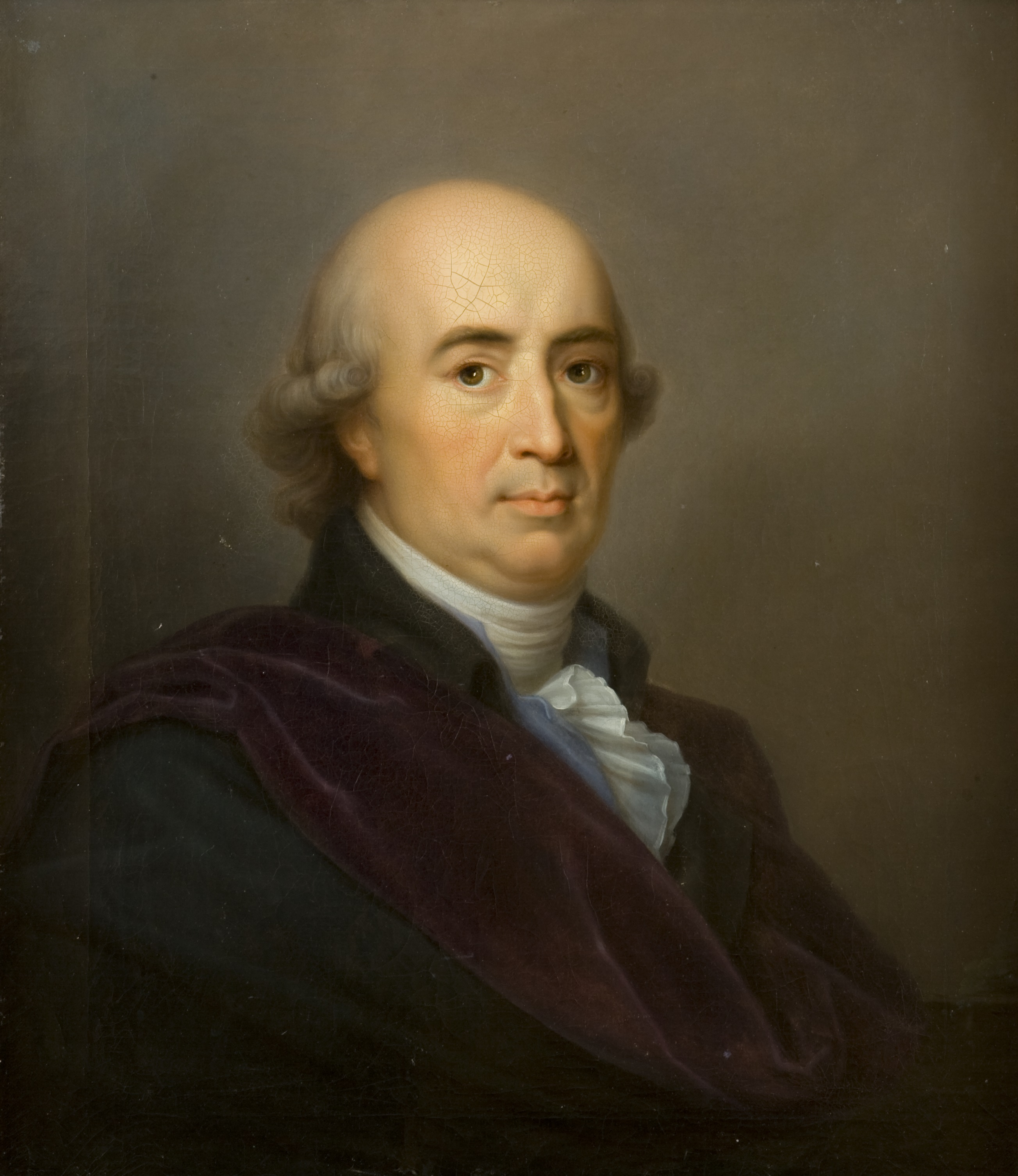
Johann Gottfried Herder
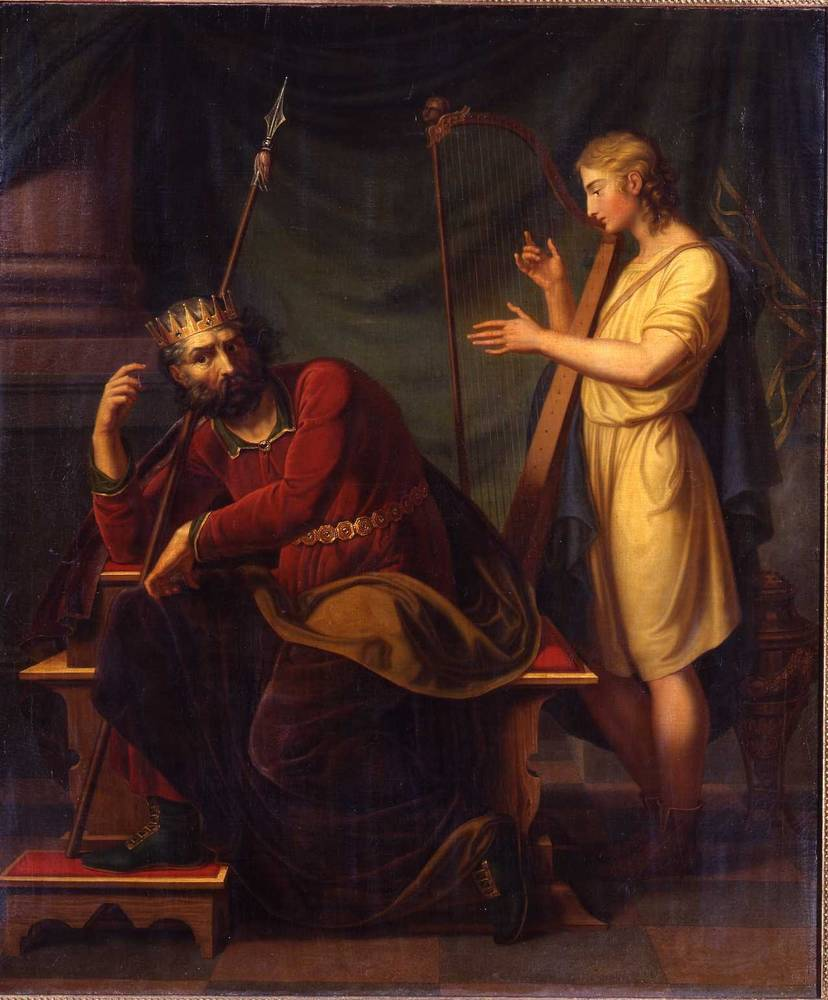
Saul en David